# Futebol do Rio Grande do Norte
O futebol do Rio Grande do Norte é organizado profissionalmente pela Federação Norte-rio-grandense de Futebol, responsável pelo Campeonato Potiguar de Futebol e as demais competições.
O primeiro clube de futebol fundado no estado foi o Sport Club Natalense, fundado em 12 de outubro de 1904, já o ABC é o clube mais antigo ainda em atividade, fundado em 29 de junho de 1915, também o maior campeão estadual, seguido na tabela de títulos pelos seus rivais citadinos América de Natal e Alecrim, sendo ABC e América os clubes potiguares campeões brasileiros da Série C e D, respectivamente.

## História
O futebol no Rio Grande do Norte surgiu em 1904, quando Fabrício Pedroza Filho fundou o Sport Club Natalense, clube que teve pouca duração.
Os jogos eram disputados na Rua Grande e posteriormente na praça Pedro Velho e no Polígono de Tiro Deodoro. Posteriormente, em 1910, surge o Sport Náutico Potengi, fundado por Antônio Odilon de Amorim Garcia.
No final de 1914, o neto do  governador Joaquim Ferreira Chaves funda um time para o Partido Republicano Conservador, que disputaria uma partida contra o time do Partido Republicano Paulista no quintal da sede do governo estadual.[carece de fontes?]
A primeira tentativa de se realizar uma federação estadual foi em 27 de fevereiro de 1916, quando foi fundada a Liga Norteriograndense de Desportos Terrestres. Participavam da liga ABC, América de Natal, Centro Esportivo Natalense, Atheneu Sport Club, Cricket Club, Sport Club de Natal e Centro Náutico Potengi. Já a Federação Norteriograndense de Futebol foi fundada em 14 de julho de 1918.[carece de fontes?]

## Maiores campeões estaduais
- Campeonato Potiguar de Futebol (1ª divisão da pirâmide): ABC —  57 títulos[6]
- Campeonato Potiguar de Futebol - Segunda Divisão (2ª divisão da pirâmide): Força e Luz —  4 títulos e Potyguar Seridoense —  3 títulos.

Demais competições
- Copa RN: ABC —  7 títulos.[1]

## Clássicos
| Cidade  | Clássico        |
| ------- | --------------- |
| Natal   | Clássico Rei    |
| Mossoró | Clássico Potiba |